# 常德市鼎城区第一中学
29°00′50″N 111°40′42″E / 29.014023°N 111.678268°E
常德市鼎城区第一中学，位于湖南省常德市鼎城区武陵镇阳明路147号，为常德市公立学校，湖南省示范性中学之一。

## 历史
1922年，何斗魁、陈琴石 、孙穆荪、罗钟山、黄和兴5人在常德县城府学东街圣庙的东斋创建了“湖南省私立高级隽新小学”，首任校长何斗魁。
1925年，“湖南省私立高级隽新小学”更名为“湖南省私立隽新初级中学”。
1930年，陈琴石担任校长，1934年，唐鸿谟但人校长。
1945年，学校搬迁到白鹤山。
1953年，“常德县初级中学”更名为“常德县初级中学”，张华志担任校长。
1958年7月，“常德县初级中学”更名为“常德县第一中学”，并且增加高中班。
1984年，“武陵中学”建立。
1990年9月，“武陵中学”和“常德县第一中学”合并，更名为“常德市鼎城区第一中学”。

## 学校文化

### 校训
立志，正德，笃学，健身

### 理念
隽新

### 校风
团结，进取，求是，拓新

### 学风
勤学，好闻，善思，创新

### 教风
博学，严谨，务实，求新

## 奖项
常德市鼎城区第一中学先后荣获“湖南省青少年法制先进单位”、“湖南省学校军训先进单位”、“城区园林绿化花卉工作先进单位”、“常德市德育工作先进单位”、“省社会治安综合治理模范单位”、“湖南省贯彻实施学校体育工作条例优秀单位”、“常德市文明标兵单位”等荣誉奖项。